# 帳篷棱背龜
帳篷棱背龜（學名：Pangshura tentoria）是小棱背龜屬下的一種龜，分佈於印度和孟加拉國，有3個亞種。